# Lijst van monumenten in Willemstad (Curaçao)
Onderstaande tabel geeft een overzicht van de monumenten op Curaçao in de plaats Willemstad. De objecten worden getoond zoals deze zijn geregistreerd in het register, inclusief onderdelen van een kandidaat met nummer. 
www.curacaomonuments.org is de officiële website van het Ministerie van Vervoer, Verkeer & Ruimtelijke Planning (VVRP) de geregistreerde monumenten binnen en buiten Willemstad bijhoudt. Per object zijn de officiële monumentenbeschrijvingen hier te vinden. In 2023 hebben enkele monumenten ook een geëmailleerd bordje op de gevel met hierop een QR code die verwijst naar de pagina op deze website van het pand. Deze panden maken onderdeel uit van een Pilot Project wat een samenwerking betreft van het ministerie van VVRP en Stichting Monumentenzorg Curaçao. Naast de officiële beschrijving van het monument staat er voor deze panden ook informatie over de geschiedenis van het pand, diens functie en bewoners op de site.

## Souax
| Objectnummer  | Omschrijving                                     | Plaats     | Wijk           | Adres             | Coördinaten                                    | Bouwjaar | Afbeelding  |
| ------------- | ------------------------------------------------ | ---------- | -------------- | ----------------- | ---------------------------------------------- | -------- | ----------- |
| 140400.250300 | Archeologisch monument Roi Rincon alias Bon Pais | Willemstad | Souax / Mahuma |                   |                                                |          | Upload foto |
| 149001        | Landhuis Papaya                                  | Willemstad | Souax          | Weg Naar Westpunt | 12° 10' 54" NB, 68° 59' 18" WL Object op kaart |          | Upload foto |

## Domi
| Objectnummer | Omschrijving            | Plaats     | Wijk | Adres              | Coördinaten | Bouwjaar | Afbeelding  |
| ------------ | ----------------------- | ---------- | ---- | ------------------ | ----------- | -------- | ----------- |
| 500305.1-5   | Half-vrijstaande panden | Willemstad | Domi | Eenhoornstraat 1-5 |             |          | Upload foto |
| 500305.7     | Half-vrijstaand pand    | Willemstad | Domi | Eenhoornstraat 7   |             |          | Upload foto |

## Parera
| Objectnummer | Omschrijving       | Plaats     | Wijk   | Adres                          | Coördinaten                                  | Bouwjaar | Afbeelding                    |
| ------------ | ------------------ | ---------- | ------ | ------------------------------ | -------------------------------------------- | -------- | ----------------------------- |
| 540103.2     | 'Casa Cuna'        | Willemstad | Parera | Arraratweg 2                   |                                              |          | Upload foto                   |
| 540200       | Landhuis Parera    | Willemstad | Parera |                                | 12° 6' 34" NB, 68° 55' 3" WL Object op kaart |          | Meer afbeeldingen Upload foto |
| 540206.4     | Kadaster           | Willemstad | Parera | President R. Betancourt Blvd 4 |                                              |          | Upload foto                   |
| 540302.4     | Vrijstaand pand    | Willemstad | Parera | J.B.Gorsiraweg 4               |                                              |          | Upload foto                   |
| 540305.2-8   | Vrijstaande panden | Willemstad | Parera | Fort Nassauweg 2-8             |                                              |          | Upload foto                   |